# Objaw Fageta
Objaw Fageta – objaw spotykany w przebiegu żółtej gorączki i duru brzusznego: po nagłym początku choroby z gorączką do około 40 °C i znacznym przyspieszeniem tętna, drugiego dnia choroby, przy trwającej gorączce, tętno zwalnia.